# جيف باريت
جيف باريت (بالإنجليزية: Jeff Barrett)‏ هو لاعب كرة قدم أمريكية أمريكي، ولد في 8 فبراير 1913 في سان أنطونيو في الولايات المتحدة، وتوفي في 15 فبراير 1970 في كوربوس كريستي في الولايات المتحدة.